# وبکست

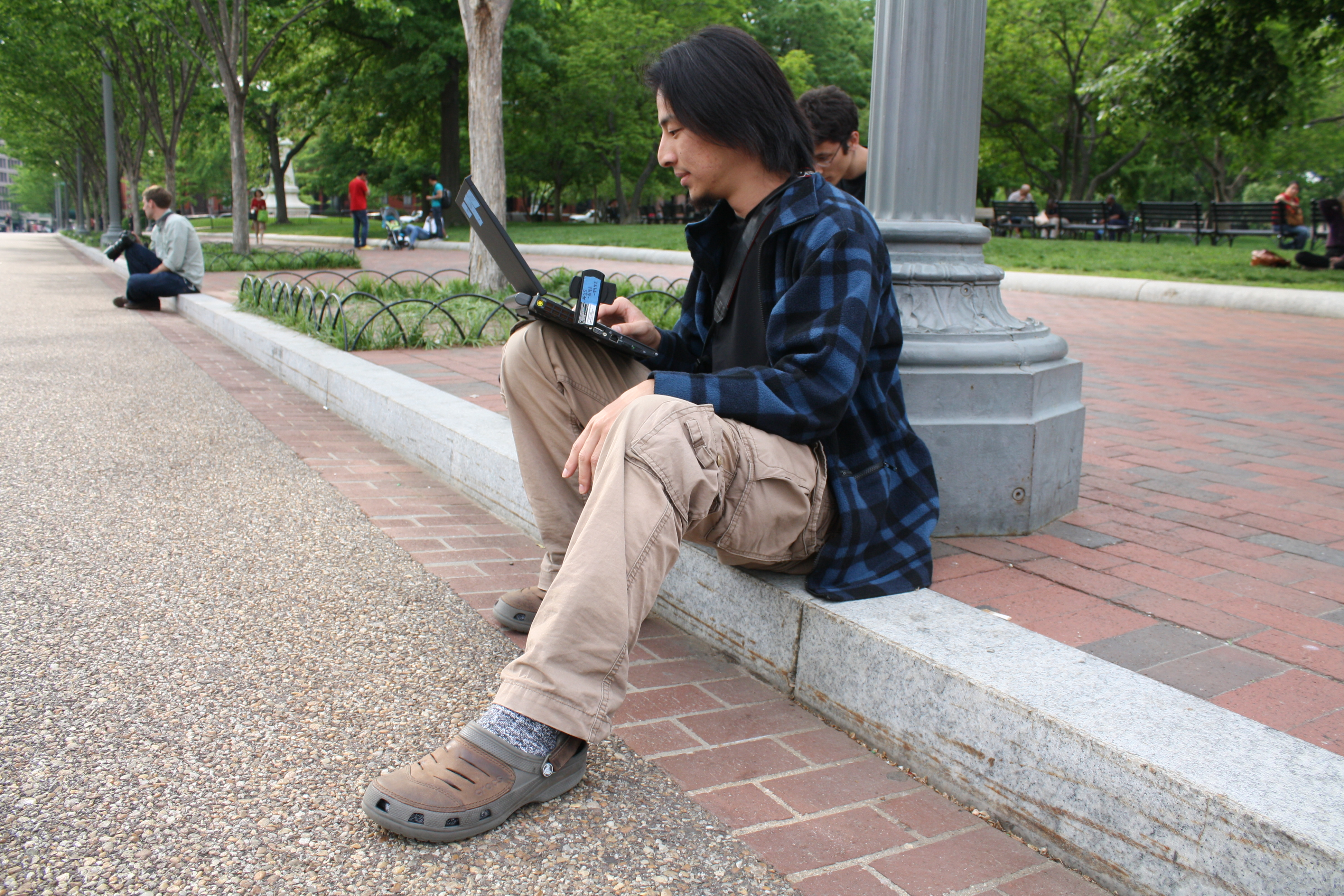
مرتبط است

وِبکَست یا وِبپَخش (به انگلیسی: webcast) یک ارائه رسانه‌ای بر بستر اینترنت است و برای توزیع همزمان یک منبع محتوا به بسیاری از شنوندگان/بینندگان در سطح گسترده‌تر از قبل، از فناوری رسانهٔ جاری استفاده می‌کند. وِبپَخش ممکن است به صورت زنده یا در صورت تقاضا، توزیع شود. اصولاً، وِبپَخش «پخش‌همگانی» از طریق اینترنت و در قالب مخاطب ملی و فراملی است.

## نمای کلی
وِبپَخشی (webcasting) به‌طور گسترده در بخش تجاری، برای ارائه‌های روابط با سرمایه‌گذار (مانند نشست‌های عمومی سالانه)، در آموزش الکترونیکی (برای پخش‌کردن جلسات هم‌اندیشی‌ها)، و برای فعالیت‌های ارتباطی مرتبط استفاده می‌شود. با این حال، وبپخشی، ارتباط زیادی با هَمایش مجازی، که برای تعامل بین چند نفر طراحی شده است، ندارد.
توانایی وِبپَخش کردن با استفاده از فناوری ارزان/دردسترس، به رسانه‌های مستقل امکان شکوفایی داده است. بسیاری از برنامه‌های تصویری مستقل درخور توجه وجود دارند که همواره به صورت برخط، پخش‌همگانی می‌شوند. این برنامه‌ها اغلب به‌دست شهروندان عادی، در خانه‌هایشان تولید می‌شوند، آنها علایق و موضوعات بسیاری را پوشش می‌دهند. وبپخش‌های مربوط به رایانه، فناوری و اخبار، بسیار محبوب هستند و برنامه‌های جدید بسیاری پیوسته تولید می‌شوند.
وبپخشی با وب‌آوا متفاوت است زیرا وِبپَخش به پخش زنده اشاره دارد، درحالی که وب‌آوا صرفاً به پروندههای رسانه‌ای که در اینترنت قرار داده شده‌اند اشاره دارد.